# Kelisia holmgreni
Kelisia holmgreni är en insektsart som beskrevs av Frederick Arthur Godfrey Muir 1930. Kelisia holmgreni ingår i släktet Kelisia och familjen sporrstritar. Inga underarter finns listade i Catalogue of Life.